# BLAG Linux and GNU
O BLAG Linux and GNU é uma distribuição Linux descontinuada feita pelo Grupo de Ação Linux de Brixton.
O BLAG é uma distribuição single-CD descontinuada com aplicativos que os usuários "esperam" de uma distribuição, incluindo aplicativos de multimídia, gráficos, internet e mais. O BLAG também inclui uma coleção de pacotes de servidores. O BLAG é baseado no Fedora com a inclusão de atualizações, adicionando apps do Dag, Dries, Freshrpms, NewRPMS, e inclui pacotes personalizados.
O BLAG foi um dos poucos sistemas operacionais que foi listado como completamente composto de software livre pela Free Software Foundation.

## História
A primeira versão pública do BLAG foi em 22 de outubro de 2002. O último lançamento estável, o BLAG 140k, foi baseado no Fedora 14, sendo lançado em 4 de maio de 2011.
O planejamento para o BLAG 240000 começou em janeiro de 2016, mas ele nunca foi lançado.
O script usado no BLAG para limpar o kernel de blobs não-livres foi utilizado por padrão como uma base para o conjunto de scripts Linux-libre.